# NGC 6007
NGC 6007 est une vaste et lointaine galaxie spirale intermédiaire située dans la constellation du Serpent. Sa vitesse par rapport au fond diffus cosmologique est de 10 654 ± 8 km/s, ce qui correspond à une distance de Hubble de 157,1 ± 11,0 Mpc (∼512 millions d'al). NGC 6007 a été découverte par l'astronome allemand Albert Marth en 1864.
Sur l'image obtenue du relevé SDSS (voir l'encadré ci-contre à droite), il n'y a pas de barre nettement visible au centre de cette galaxie. La classification de spirale intermédiaire par les bases de données NASA/IPAC et HyperLeda semble mieux décrire NGC 6007.
La classe de luminosité de NGC 6007 est II-III et elle présente une large raie HI. Elle renferme également des régions d'hydrogène ionisé. Selon la base de données Simbad, NGC 6007 est une galaxie LINER, c'est-à-dire une galaxie dont le noyau présente un spectre d'émission caractérisé par de larges raies d'atomes faiblement ionisés.
À ce jour, cinq mesures non basées sur le décalage vers le rouge (redshift) donnent une distance de 121,900 ± 48,346 Mpc (∼398 millions d'al), ce qui est à l'extérieur des valeurs de la distance de Hubble.